# ソーリ
ソーリ(イタリア語: Sori)は、イタリア共和国リグーリア州ジェノヴァ県にある、人口約4,000人の基礎自治体（コムーネ）。

## 地理

### 位置・広がり

#### 隣接コムーネ
隣接するコムーネは以下の通り。
- アヴェーニョ
- バルガーリ
- ボリアスコ
- ジェーノヴァ
- ルマルツォ
- ピエーヴェ・リーグレ
- レッコ
- ウーショ

### 地震分類
イタリアの地震リスク階級 (it) では、3 に分類される
。

## 行政

### 分離集落
ソーリには、以下の分離集落（フラツィオーネ）がある。
- Cànepa, Capreno, Lago, Levà, San Bartolomeo, Sant'Apollinare, Sussisa, Teriasca

### 山岳部共同体
広域行政組織である山岳部共同体「フォンターナブォナ山岳部共同体」 (it:Comunità montana Fontanabuona) に他の16コムーネと共に属する。